# Orrhodops
Orrhodops är ett släkte av tvåvingar. Orrhodops ingår i familjen rovflugor.
Kladogram enligt Catalogue of Life:
| Orrhodops | \| \| Orrhodops americanus \| \| \| \| \| \| Orrhodops occidentalis \| \| \| \| |
|           | \| \| Orrhodops americanus \| \| \| \| \| \| Orrhodops occidentalis \| \| \| \| |
|           | Orrhodops americanus                                                            |
|           |                                                                                 |
|           | Orrhodops occidentalis                                                          |
|           |                                                                                 |